# Amphoe Thung Wa
Amphoe Thung Wa (thailändisch อำเภอ ทุ่งหว้า) ist ein Landkreis (Amphoe – Verwaltungs-Distrikt) in der  Provinz Satun. Die Provinz Satun liegt im äußersten Südwesten der Südregion von Thailand an der Westküste der Malaiischen Halbinsel.

## Geographie
Benachbarte Landkreise und Gebiete sind (von Norden im Uhrzeigersinn): Amphoe Palian in der Provinz Trang, Amphoe Manang und Amphoe La-ngu der Provinz Satun. Nach Westen liegt die Straße von Malakka.
Ein großer Teil der Küste des Landkreises wie auch einige vorgelagerte Inseln sind Teil des Nationalparks Mu Ko Phetra.

## Geschichte
Thung Wa war einer der ursprünglichen Bezirke der Stadt (Mueang) Satun. Der Haupterwerbszweig zu Beginn des 20. Jahrhunderts war die Produktion von Pfeffer. Als in den 1910er Jahren die Pfeffer-Produktion in Thung Wa zurückging, zogen viele Einheimische in den Agrar-Bezirk von La-ngu, ausländische Kaufleute verließen die Gegend. 1930 passte die Regierung die Verwaltung der geänderten ökonomischen Situation an, indem sie La-ngu zu einem Landkreis heraufstufte und gleichzeitig Thung Wa in einen Kleinbezirk (King Amphoe) umwandelte. 
1973 erhielt Thung Wa wieder den Amphoe-Status.

## Verwaltung

### Provinzverwaltung
Amphoe Khuan Don ist in fünf Unterbezirke (Tambon) eingeteilt, welche weiter in 35 Dorfgemeinschaften (Muban) unterteilt sind. 
| Nr. | Name         | Thai     | Muban | Einw. |
| --- | ------------ | -------- | ----- | ----- |
| 1.  | Thung Wa     | ทุ่งหว้า    | 10    | 7.052 |
| 2.  | Na Thon      | นาทอน    | 09    | 7.015 |
| 3.  | Khon Klan    | ขอนคลาน  | 04    | 2.650 |
| 4.  | Thung Bulang | ทุ่งบุหลัง   | 05    | 2.289 |
| 5.  | Pakae Bohin  | ป่าแก่บ่อหิน | 07    | 4.206 |

### Lokalverwaltung
Thung Wa (เทศบาลตำบลทุ่งหว้า) ist eine Kleinstadt (Thesaban Tambon) im Landkreis, sie besteht aus Teilen des Tambon Thung Wa.
Außerdem gibt es fünf „Tambon-Verwaltungsorganisationen“ (TAO, องค์การบริหารส่วนตำบล) für die Tambon oder die Teile von Tambon im Landkreis, die zu keiner Stadt gehören.